# Fleca Balmes
La Fleca Balmes és un establiment situat al carrer de Balmes, 156 de Barcelona, inclòs a l'Inventari del Patrimoni Arquitectònic de Catalunya. L'edifici, anomenat casa Francesc Fargas, està catalogat com a bé amb elements d'interès (categoria C).

## Història
L'edifici fou construït entre el 1910 i el 1911 per l'arquitecte Francesc Fargas i Margenat. L'establiment va obrir el 1908 fundat per Eduard Crespo i Blasa Martí i ha anat passant de generació en generació. A la dècada del 1950, Manuel Crespo, fill dels fundadors, va reformar el local i va comprar també el quadre de Melchor que representa tres infants menjan.

## Descripció
La façana té tres parts clarament diferenciades: la planta baixa (desdobalada en semisoterrani i entresòl), els quatre pisos intermitjes, i el cinquè pis i la barana del terrat. La senzillesa de la segons contrasta amb l'ornamentació de les altres dues, d'estil Secessió vienesa.
L'establiment ocupa el local dret de la planta baixa amb una única obertura. Aquesta està formada per bastiments de fusta dels aparadors laterals (el sòcol bicolor es va substituir) i la porta amb reixa de ferro amb barres corbades i un manat d'espigues de blat en el centre. El disseny de la porta va ser fet de Manuel Crespo, el fill del primer titular del negoci, i a sobre hi ha un dibuix de Montserrat Mainar mostrant des de la sega fins a l'elaboració del pa. El rètol de l'establiment és un pa fet de resina que s'aguanta amb un suport de forja, del qual penja un fanal i el cartell.
Com a elements d'interès a l'interior, es conserva la màquina registradora National i a la paret dreta un moble arrambador amb bastiment de fusta i plafons de mirall als laterals, amb el vidre gravat amb un manat d'espigues a dalt, i una pintura amb uns nens menjant en un camp de blat al centre.